# توين أديغبولا
توين أديغبولا (بالإنجليزية: Toyin Adegbola)‏ (مواليد 28 ديسمبر 1961)، هي مُمثلة ومُنتجة ومُخرجة نيجيرية.

## مسارها الفني
بدأت توين أديغبولا مسارها الفني سنة 1984، وقد شاركت في عدة أفلام نيجيرية باللغة اليوروبية. تشتغل أديغبولا حاليا كعُضوة في مجلس ولاية أوشون للفنون والثقافة. في سنة 2013، شاركت أديغبولا في الفيلم النيجيري «أيتالي» (بالإنجليزية: Ayitale)‏.

## روابط خارجية
توين أديغبولا على موقع IMDb (الإنجليزية)